# Distretto di Wang Chao
Il distretto di Wang Chao (in thailandese: วังเจ้า) è un distretto (amphoe) della Thailandia, situato nella provincia di Tak.